# مندره
مندره (به انگلیسی: Mandrah) یک منطقهٔ مسکونی در پاکستان است که در تحصیل گجرخان، ناحیه راولپندی واقع شده‌است. مندره ۱۹٬۱۷۲ نفر جمعیت دارد.
Rawalpindi District Sub Div.svg